# Burate jezik
Burate jezik (ISO 639-3: bti), jedan od jedanaest istočnogeelvinkbayskih jezika, kojim još govori oko 100 ljudi (2000 S. Wurm). Pleme živi u jednom selu na rijeci Wapoga, u regenciji Yapen Waropen, na indonezijskom dijelu Nove Gvineje.
Leksički mu je najbliži jezik tunggare [trt], 75%. Nekad se klasificirao široj porodici geelvink bay, iz koje su se izdvojili lakes plain i istočni geelvink bay jezici.

## Vanjske poveznice
- Ethnologue (14th)
- Ethnologue (15th)